# 숭배
숭배(崇拜, 영어: worship)는 어느 신이나 사람, 또는 물체 등을 섬기는 것을 의미한다. 숭배에는 여러 가지 종류가 있다.

## 자연숭배
'천(天)'은 고대(高大)하고 원유(遠幽)한 거리와 그 불변성(不變性)으로 인하여 사람들의 신성(信誠)의 대상이 되어 있다. 신성의 대상이 되면 거리감각 때문에 사람과 혼합될 수 없으며 사람과 통할 수 없는 천기(天機)를 가진 존재가 된다. 그 천기는 첫째로, "하늘이 낳으신바 알이 화하여 성군(聖君)이 되니…"이나 "금색으로 된 조그만 궤짝이 나뭇가지에 달려 있고… 그 궤짝을 열어 보니 조그만 사내아이가 그 속에 들어 있는데 용모가 기이하게 뛰어났다. …왕은 이 어찌 하늘이 나에게 아들을 보내준 것이 아니라 하겠는가" 했다는 설화에도 보이듯이 민중에게 있어서 인간생명을 간직하고 그것을 베풀어 주는 것이다.  또 천은 단군신화가 보여주듯이 농사·생명·형벌·선악이나 인간 360여 일들을 모두 주관하고 있는 곳이기 때문에 사람들이 도저히 침해할 수 없는 신앙의 대상이 된다. 그런데 그런 신성이 사람들에게 침해당할 때에 기상의 변화나 동물·조류 등의 갑작스러운 출현 등 이변적(異變的)인 방법을 써서 사람들의 자책을 바란다. 이런 천이기는 하나 지성(至誠)에 감천(感天)하는 천(天)이다. 덕을 쌓거나 치성을 다하면 하늘은 반드시 그에 응답하는 존재이다. 또 천은 도교나 불교와 같은 외래 종교신앙의 영향을 받아 36천이니 33천이니 하거나 혹은 상천(上天)·중천(中天)·하천(下天)이라 하여 계층화된다.

## 일월성신
궂은 것을 기피하고 양달진 것을 찾는 마음이 지상에서 멀리 떨어져 있는 일월성신에 투사되어 그것들이 신앙의 대상이 된다. 일월성신은 '둥근 해를 품에 품어 성종의 어머니 한씨가 성종을 잉태하였다'는 기록에 보이는 바와 같이 수태하는 주력(呪力)을 갖고 있으며, 무경(巫經)에서는 일월성신의 빛을 간직한 사람은 목숨을 연장시키거나 연중(年中)에 하는 일에 실패를 보지 않는다.  무당은 일월명도(日月明圖)란 신경(神鏡)을 갖고 있는데 태아의 이목구비를 그 거울로써 조정하여 바르게 한다. 아이가 이목구비를 제대로 갖추지 못한 것은 일월명도의 신경이 잘못 비쳤기 때문이다. 따라서 잘못된 이목구비는 일월성신 중의 별성신(別星神)에게 부탁하여 그 들고 있는 신경을 다시 비춰 주면 조정된다. 그것을 빌기 위해서 새벽 해가 뜨기 전에 하늘 별을 향해서 정화수를 떠놓고 경배한다. 그리고 아들의 장수(長壽)를 위해서 어머니는 신장(神將)에게 '일월성신 소림(昭臨)하여 연년(延年) 익수다호년(益壽多好年)'이라고 말하면서 빈다. 일월(日月)은 성신(聖神)인데 모두 남자이며, 일신(日神)의 비(妃)를 일아지씨(日阿只氏), 월신의 비를 월아지씨(月阿只氏)라고 부른다. 신라 제8대 아달라왕(阿達羅王) 때 동해에 연오랑(延烏郞)·세오녀(細烏女)의 부부가 있었는데 일(日)의 정(精)과 월(月)의 정이었다. 이들이 없으면 세계는 암흑이 되었다.  또 햇빛은 수태(受胎)하게 하는 힘을 가졌다. 고구려의 유화(柳花)라는 여인은 방에 갇힌 몸인데도 햇빛이 들어와서 여인이 피하면 피하는 곳을 따라가 비추면서 그 여인으로 하여금 잉태케 하여 알을 낳게 하였는데 그 알 속에서 주몽(朱夢)이라는 활을 잘 쏘는 아이가 출생하였다. 강원도의 옛 풍속에 후산(後産)이 없을 때는 콩(大豆) 한 알을 두 개로 잘라 한 쪽에 일(日)자를 쓰고 또 한 쪽에 월(月)자를 쓴 다음 그 콩을 산부(産婦)에게 먹이면 후산을 한다는 것이 있었다. 이것은 일월의 결합에 의해서 주력(呪力)을 전도(傳導)하는 행위라고 할 것이다. 고려조는 태일성(太一星)·토요성(土曜星)·남북두성과 12궁성(十二宮星)에 초제(醮祭)를 올렸다. 이와 같이 별은 사람의 운명과 직결되어 있다고 믿어졌다.

## 고산대천

### 산숭배
옛 기록에 의하면 높은 산은 태령산(胎靈山)으로서 민간에게 숭배의 대상이 되었었다. 오늘날에는 신산(神山)으로 불리는데 산에는 수혈(隧穴)이 있게 마련이다. 강화도의 마니산에 혈구(穴口)가 있고 황해도 구월산에도 신을 맞이하는 수혈이 있다고 한다. 이와 같이 신산(神山)의 동쪽 양달에는 구멍이 있어서 여기에 산신이 내려왔다  하늘로 올라간다. 평양의 기린굴도 산신이 내리는 것을 맞이하는 곳이다. 묘향산의 금강굴, 의성(義城)에 있는 성산(聖山)의 빙혈(氷穴) 등은 모두 하늘과 땅 사이를 왕래하는 통로인 동시에 산신의 거처이다. 경주의 석굴암도 본래 부부봉(夫婦峰)의 석굴로서 좌우의 산줄기가 땅에 이르러 서로 맞닿는 곳에 굴이 있는 것이다. 또 고산(高山)은 노고(老姑)·성모(聖母)·신모(神母) 등의 이름으로 불리어 여성으로 상징되기도 한다. 옛 기록에 의하면 지리산에 천왕봉성모(天王峰聖母), 경주의 서술성모(西述聖母)·치술성모나 선도산신모(仙桃山神母) 등이 있다. 이렇게 산이 여성으로 상징되는 것은 민간신앙에서는 산이 하나의 젖(乳房)으로 간주되었기 때문이다.  여러 산 중에서 다섯 산을 골라 신산으로 믿기도 하였다. 동쪽의 금강산, 남쪽의 지리산, 중앙의 삼각산, 서쪽의 송악산, 북의 장백산 등 5악(五嶽)이 신산이었고, 오늘날에도 한 곳을 중심으로 그 주변에 있는 다섯 산을 신산으로 신앙 대상으로 삼는다. 또 3산(三山), 즉 백두산·지리산·한라산이 신산이다. 이 3산의 와전으로인지 신산을 산신(産神)이라 하여 아이를 베풀어 주는 산으로 삼기도 한다.  신라 경종(景宗) 때에 3산 5악신(三山五嶽神)에 제(祭)하였다. 3산신으로 중국식에 따라 봉래산·방장산·영주산을 정하고, 5악신으로서는 동쪽은 토암산, 남은 지리산, 서는 계룡산, 북은 태백산, 중은 북악(北岳：大岳)으로 정했다. 고려는 덕적산·백악·송악·목멱산의 산신에 매년 춘추에 봄 가을에 무당과 여악(女樂)으로 제사했다. 이조에 와서는 4악신(岳神)으로서 지리산·삼각산·송악산·미백산이 정해졌다. 나라에서 제사한 치악산·죽령산·주흘산·금성산·우이산·마니산·한라산·감악산·백두산·의관령 등에 단을 만들고 사흘 동안 사당을 짓고 신위(神位)를 두었다. 신좌(神座)는 북남향으로 하고 중춘·중추로 두 번 나라에서 백성의 한재·수재·병재가 발생하지 않도록 제사를 지냈다. 민간에서는 각 주읍에 진산(鎭山)을 정하고 산신당을 지어 진호신(鎭護神)을 모시고 춘추와 정초에 제사하였다. 개성의 덕물산(德物山)과 나주(羅州)의 금성산(錦城山)은 남자신이 좌정(座定)하고 있기 때문에 토민(土民)들은 민간에게 처녀를 구하여 산신에게 공헌(貢獻)하는 향풍(鄕風)이 있었다. 처녀를 신령과 교구케 해서 산신을 위안하고 그 덕을 받으려고 하였다는 것이다.  신산(神山)에 신인(新人)이 있어서 신인끼리 서로 날아서 왕래하거나 산신령이 산꼭대기에서 춤을 추거나 또는 산신·지백·급간이 나타나서 산신가를 부르기도 했다. 산신은 때때로 왕장(王將)이나 영웅 또는 덕망이 있는 사람으로 인격화되거나, 때로는 호랑이로 상징되기도 한다. 그런데 오늘날 산신당 내에 모셔지고 있는 신위는 도포를 입고 범을 타고 있거나 깔고 앉아 있는 흰 수염을 길게 늘어뜨린 노인의 화상(畵像)이다. 범도 산군(山君)이란 이명(異名)을 갖고 있으며 산신의 사자(使者)로 알려지고 산신도 된다.

### 물숭배
물은 강이나 바다·연못·우물과 상통되어서 숭배되었고 오늘날도 역시 숭신(崇信)의 대상이 되고 있다. 물은 물귀신 또는 수구 혹은 수옹(水翁)으로 호칭되는 외에 용왕·용신·용궁의 이름이 붙여지기도 한다.  물은 생명수로서 위력과 주력을 갖는데 특히 약수가 그렇다. 여름이나 가을에 약수터에서 약수(神水라고 부름)로써 쌀을 씻어서 제솥(祭釜)에 넣어 마시고 음식을 수구에 바치며 치병장수(治病長壽)를 기원한다. 무격(巫覡)에서의 무조전설 중에 바리공주 이야기가 있는데 이 공주는 아무도 갈 수 없는 곳에 있는 약수를 구하여 위독한 병에 걸린 부왕과 어머니에게 마시게 함으로써 병으로부터 구제하였다. 치병으로서의 물은 오늘날 정화수(井華水)신앙을 일으켰다. 또 물은 아기를 저장하고 양육하는 여성의 양수로 믿어지기도 했다.  물과 관련이 있는 강물은 때로는 재앙을 떨어버리는 불계의 주력을 갖는다. 신라 박혁거세의 비(妃)가 된 알영이 계룡(鷄龍)의 옆구리로부터 나올 때 닭부리의 입술을 가졌다고 한다. 그런데 월성(月城) 북천(北川)에 멱을 감기니 부리가 떨어졌다. 그래서 그 가을 발천(撥川)이라고 이름지었다고 한다. 이와 같은 불계로서의 강물은, 단오날에 동쪽으로 흐르는 물에 머리를 감는 부인은 일 년 내내 재앙을 피하는 등 주력(呪力)을 준다. 웅진(熊津)·덕진(德津)·압록강·두만강은 생명을 주는 물이고 재앙을 떨어주는 물이었다. 물은 또 비와 관련이 있어서 대천(大川)이나 연못이 기우제를 올리는 장소가 되었다. 이조 때에는 물과 관련이 있는 신으로서 천신(天神)·3해신(三海神)·7독신(七瀆神)이 있었다. 그리고 물에는 용왕이 있었다. 백제의 무왕(武王)은 어머니가 남지(南池)에서 살고 있을 때 지룡(池龍)과 교구해서 낳은 아들이다. 신라의 탈해왕(脫解王)도 용왕과 교구한 동해여국(東海女國)의 여신의 아들이었다.  오늘날 물은 신흥종교에서 생명수로 믿어지고 음복(飮福)하면 모든 소원이 이루어지는 주력으로 신봉된다. 그리스도교에서도 물로 세례를 주어 속죄하는 것으로 인정하고 있기도 한다. 어부들이 출범(出帆)에 앞서 바다의 용왕에게 제물을 올리는 것은 오늘날에도 해안 도서에서 흔히 발견되는 예인데 바다는 용왕의 지배세계로 되어 있다.

## 동물숭배
동물 중에서 곰·범·뱀·용·지렁이·말·닭은 남녀와 똑같은 성력(性力)의 존재가 된다. 이것들이 다른 동물보다는 호색적이고 정력이 강한 탓인지 그 특수한 힘은 민간신앙자들에게 창생력(創生力)으로 비친다. 곰은 단군신화 속에서 나타나 있듯이 사람으로 화해서 아이를 낳았고, 범도 '금현감호(金現感虎)' 설화에서와 같이 여성으로서의 창생력을 가진 민간신앙의 대상이다. 서울 인왕산의 신은 호랑이로 상징되는데 그 호랑이는 임진왜란 때에 서산대사로 변시하여 왜적을 막았던 인신(人身)이기도 했었다. <삼국유사>에 나오는 견훤(甄萱)은 광주 북촌에 살고 있던 여성이 밤마다 지렁이와 함께 자고 잉태하여 낳은 아들이었다. 지렁이의 모양이 남자의 음경과 비슷하기에 성력적인 것이며 영물(靈物)로 간주된다는 설을 주장하는 학자도 있다.

## 식물숭배
식물 중에서 쑥·마늘·콩·창포는 주초(呪草)나 서초(瑞草)가 되어 창생체(創生體)가 된다. 쑥과 마늘은 단군신화에서 곰을 인간으로 만들어 주는 생명의 서초였고, 쑥은 오월 단오란 특별한 날에 쑥범을 만드는 데에 쓰여 악귀를 쫓는 주초가 된다. 창포도 염병을 물리치는 주초인 것이다. 콩국은 동지날에 대문판자에 뿌려서 악귀가 집안에 들어오지 못하게 하여 불상(不祥)을 막거나 쫓는 주초이다. 또 동쪽에서 해님의 빛을 받고 자란 복숭아나무 가지는 악귀를 쫓는데 오늘날에도 무당은 복숭아나무 가지로 만든 방망이로 귀신들린 사람(病者)에게서 악귀를 쫓는다. 익모초(益母草)는 약에 쓰일 뿐더러 대추나무 가지 사이에 걸어 놓으면 대추의 열매가 많이 달리는 가수(嫁樹)적인 주술의 힘을 갖고 있다. 향(香)과 차(茶)는 인간을 신선으로 만드는 약초이고 주초인 것이다.

## 수목숭배
사라수(沙羅樹)는 옛적에 원효(元曉)를 낳았고 오늘날에는 신당목(神堂木) 역할을 하고 있다. 마을 입구에 있는 느티나무는 하나의 신목(神木)으로서 마을을 지키고 악귀가 마을로 침입하는 것을 막아 마을 전체를 보호한다. 서울 성북구에 있는 신흥사 입구에 늙은 나무 몇 그루가 서 있다. 이 나무의 가지에 찢겨진 여자의 속옷 헝겊이나 앞치마의 떨어진 조각에 밥 덩어리를 돌돌 말아서 싼 것이 걸려 있다. 이 나무에 빌면 아이를 낳을 수 있고, 아이의 수명이 보장되는 것으로 믿어지고 있다. 이와 같은 사라수는 마을마다 발견되는데, 그 나무는 대부분 상록수이다. 수목은 대체로 생명의 유지력과 수태시키는 힘 때문에 남성으로 상징되고, 그 꼿꼿한 외모가 남근이 발기한 모양과 비슷한 탓으로 의인화(擬人化)된다. 수목은 민간신앙에서 수정적(授精的)인 생명체이다.  지팡이도 나무와 같이 생명력을 가진 것으로 여겨지며 대개 남근의 수정으로 신앙된다. 지팡이는 수목의 일부로서 뚫고 들어가는 힘을 상징하고 병마를 쫓고 생명을 원상대로 복귀하는 창생력(創生力)을 가진다. 이 창생력은 남성의 창정력(創精力)이기도 한 것이다.  한편 궤는 여성의 음문을 상징하고 남근을 담는 그릇이 된다. 궤 속에 생명의 비밀이 있고 그 내부는 신성한 것 중에서도 신성한 것이며 생명의 저장소이다. 요사이에는 궤에 관한 신앙은 거의 찾아볼 길이 없으나 <삼국유사>에는 여기저기서 발견된다. "효공이 밤에 월성서리를 지나다가 얼핏 보니 채색 구름이 하늘에서 드리우고 구름 가운데에 황금궤가 나뭇가지에 걸려 있다. 궤 속에 동자가 누워 있다가 일어난다. 이 아이에게서 장차 신라인들이 났다"는 기록이 있는데 황금궤가 남근인 나뭇가지에 걸렸다는 것이다.  또 <삼국유사>에 나오는 사금갑(射琴匣) 이야기도 남녀가 합일하였다는 신앙에서 비롯된다.  당목(堂木)·성황목(城隍木)이나 무당이 사용하는 신대도 모두 나뭇가지이다. 이와 같이 사람에 이로운 성목(聖木)도 있으나 오얏꽃은 "42대 흥덕왕 8년 10월에 오얏꽃이 피었는데 백성들이 몹쓸병에 걸렸다"고 한 것과 같이 재앙을 몰고 오는 흑주력(黑呪力)도 가지고 있다.  흑주력을 막기 위해서 문 바깥 양쪽에 황토를 쌓고 소나무 가지를 세우고 기도를 올린다. 소나무 가지를 문 앞 또는 실내에 세워서 마누라(痘神)가 들어오지 못하게 한다. 이것은 소나무의 상록(常綠)인 위력에 의지하고 있는 신앙이다. 무당굿에서의 성조맞이(成造迎)에서 소나무 가지를 세워 성조신의 강림을 기대한다.  신간(神竿)은 보통은 소나무이지만 그 밖의 나무로 된 것도 있는데 소위 천하대장군은 소나무 뿌리를 사용한 신간이다. 이것은 마을을 지켜 주는 보호신이다. 성황목·귀신목·고사목은 당목(堂木)으로 통칭되는데 이것들은 성수(聖樹)이고 제주도에 있는 서귀포와 신효리의 이렛당(七日堂)은 신수(神藪) 또는 총사(叢祠)라고 일컬어지는 성림(聖林)이다. 소나무나 대나무는 수령(樹齡)이 길다는 것과 상록(常綠)이라는 점에서 생명의 장수를 뜻한다. 신라는 계림과 나정의 숲으로 인해서 국호가 계림(鷄林)·구림(鳩林)·시림(始林) 등으로 불렸다. 단군신화에 나오는 박달나무도 신목이다. 수목숭배는 오늘날에도 어디서든지 발견된다.

## 암석숭배
암석(岩石) 중에서 음순(陰脣) 모양의 특수한 바위는 아이를 낳게 하는 바위로 신앙된다. 그 명칭은 지방에 따라 가지각색이다. 기자바위(祈子岩)로서는 건들바위·사망바위·아들바위·딸바위·옥동자바위 등이 있고, 장군바위·마당바위 등은 출산암(出産岩)인데 아이들의 수명이 바위와 같이 단단하고 길다는 의미가 부여되어 신앙의 대상이 되고 있다. 아이들의 이름으로 돌쇠·수바우·암이(岩伊) 등이 시골에서 별명으로 쓰이고 있다.  상사바위(想思岩)는 사람들에게 연정을 일으키는 것이고 고바우도 그렇다. 성기암(性器岩)으로서는 처자바위·처녀바위가 있는데 그 속에 아이가 될 정(精)이 거처하는 것으로 신앙되고 있다. 또 사물의 생산과 관계되는 바위로서는 쌀바위, 쌀 나오는 구멍 또는 돌샘(石泉) 등이 있는데 바위의 구멍에서 쌀이 나오는 것으로 믿어진다. 사모바위와 할미바위는 그릇을 만들어내는 생산적 바위이고 베틀바위도 그렇다.  서울 인왕산의 부부바위(선돌：立石)는 아이를 주는 바위로서, 제주시외의 동서 양쪽에 서 있는 미륵의 돌 상(像)은 아이 낳게 하는 바위로 신봉된다. 부석사(浮石寺) 내에 있는 부석도 출산을 베푸는 바위이다.  지금은 도로 확장으로 없어졌으나 얼마 전까지는 서울 서대문구 부암동(자하문 밖)에 그 동명이 연유된 붙임바위가 있었다. 이것이 있었을 때에는 지나가던 사람이나 소풍객들이 그 바위 앞에서 소원을 아뢰고 길쭉한 돌을 던져 바위에 얹히게 하거나 바위 위를 콩콩 찍어서 구멍을 내어 소원을 이룩하고자 하였다. 뾰족한 돌이 바위벽에 올라앉으면 소원은 달성되는 것이다.  이런 암석숭배는 고대로부터 계승되어 오는 관습이며 신라 금어산에 산아당(産兒堂)이 있었고, 국토에 해를 끼쳤다는 표암(瓢巖)이 있었다는 기록이 전한다.

## 신명숭배
신명(神明)에 포함될 수 있는 신들을 <삼국유사>의 범위 안에서 추려보면 아래와 같다.

### 천왕
천왕은 하늘에서 태백산 마루 단목 아래에 내려와서 인간의 일 360여 사를 모두 주관했고, 곰을 인간으로 변하게 하고 사람으로 변한 곰과 합환(合歡)해서 아들을 낳았다. <성종실록(成宗實錄)>은 단군신화에 나오는 세 사람, 즉 환인·환웅·단군을 모두 천왕(天王)으로 칭했다.  천제(天帝)가 북부여의 흘승골성(訖升骨城)에 5용차(龍車)를 타고 내려와서 도읍을 세우고 스스로 해모수(解慕漱)라 하였다. 그 뒤에 해모수는 상제(上帝)의 어명에 의해서 동부여로 도읍을 옮겼다. 이 기록에 의하면 상제가 땅에 보낸 자가 천제이고 천제는 곧 땅의 왕이다. 상제란 용어는 중국의 상탕(商湯) 때에 쓰인 황상제(皇上帝)가 있고 주대에 들어와서는 호천상제(昊天上帝)라 하였으며 한대(漢代) 초에 단지 상제라 하고 상제를 태을(太乙)이라고도 부르며 나중에 황천상제(皇天上帝)라고도 했었는데 그 상제가 제사의 대상이 되었다. 그 제사자를 삼한(三韓)에서 천군(天君)이라 하고 상제를 천신(天神)이라고 일컬었다. 그 천신이 백제에서는 한(漢)나라 초기와 같이 황천상제라고 불리었다. 이 황천상제의 칭호는 가락국(駕洛國)에서도 쓰였다. 그런데 상제에 제사를 올리던 천군이 제사를 받는 대상이 되어 산정(山頂)의 신사(神祠)에 좌정(座定)한다. 이것을 천왕 또는 선왕(仙王)이라고 부른다. 이런 성격의 신이 곧 부족의 조신(祖神)들이다. 고구려의 부여신(夫餘神)이니 등고신(登高神)이니 하는 신(神)이 바로 그런 종류이다. 그리고 이런 부족의 조신은 거의 모두가 목제(木製)로 된 우상신(偶像神)이라는 것이 조신의 특징이다. 오늘날 민간에서의 신이란 대부분 이런 종류의 신이다.

### 별신
이것은 상제에까지 오를 수 없는 층의 신령들이다. 말하자면 주신(主神)에 대한 분신(分神)으로 생각된다. 예컨대 가택신(家宅神)에 성주신·제석신·성조신·토주신·조상신·조왕신·업왕(業王)신이 있는 따위이다. 이런 별신에 속하는 것으로서 방백신(方伯神)·사방대력신(四方大力神)·방위의 6신 등이 있다.

### 신인
신인은 고구려 보장왕 때의 사람들이 믿었는데 마령(馬嶺)의 꼭대기에 나타났다고 한다. 이 신인은 백제에서는 아침 저녁으로 산과 산 사이를 날아다닌다고 믿어졌다.

## 영혼숭배
사람은 육체 외에 영혼을 갖고 있다고 전제하여 영혼은 대개 육체로부터 떠나서 행동할 수 있는 것으로 신봉된다. 그리고 그 영혼은 육체가 죽으면 현세에서 떠돌아다니거나 다른 세계에 들어가는 것으로 믿어진다.  우리 나라의 민간신앙에서 '영(靈)'은 밝고 견고하며 보이지 않는 생명을 가진 존재이다. 이는 '생령(生靈)'과 '사령(死靈)'으로 대별되는데, 전자는 살아 있는 사람 속에 있는 영을 가리키며, 후자는 죽은 사람의 영을 가리킨다. 그러나 후자는 전자와 다르지 않으며, 몸에서 떠난 것이 아니라 영을 담을 몸을 갖지 못한 존재일 뿐이다. 그리고 영은 보통 혼신(魂身)을 가지고 있으며, 살아생전의 모습과 성질을 그대로 간직하고 있다. 또한 살아생전의 영이 죽음을 통해 새로워지거나, 살아 있을 때는 밝은 영이었다가 죽음을 통해 음(陰)한 백(魄)이 되는 것은 아니다. 그러므로 생령과 사령은 육체의 생과 사에 따른 구분일 뿐 본질적으로 동일하다.  영은 생전과의 관계 때문에 몸으로부터 유리(遊離)하였으되 일정한 거처에 안주하여야 한다. 그 거처는 묘이다. 영은 생존자로부터 제(祭)를 받아야 살 수 있고, 제를 받지 못할 때에는 원한을 품게 된다. 또 영(魂身을 갖고 있는 존재)은 생전에 품고 있던 원한을 그대로 간직하면서도 생존자가 제를 올리고 사죄할 때에는 그 원을 풀어준다. 또 그것은 살아생전에 이루지 못했던 욕구는 죽은 뒤에도 충족되지 않으면 끝내 요동한다. 그리고 영은 김유신 장군이 죽어서 위령(慰靈)이 되었듯이 생존시의 모습과 지위를 지니게 되는 것이다. 위령은 적을 물리칠 수 있는 영웅적인 권세를 가진 사령이라고 할 수 있다. 영중의 선령(仙靈)은 산꼭대기에 내려와서 춤을 추며 노래하는데, 흔히 선령이 나타나면 그 주변에는 향기가 풍긴다고 한다.

## 정령숭배
인간 이외에 거처하는 영(靈)을 정령(精靈)이라고 하며 사람만이 아니라 모든 생물이나 무생물, 즉 존재하는 모든 것에 정령이 거처하는 것으로 사람들은 믿는다. 이 정령숭배의 분포 범위는 넓다. 정령도 앞에서 본 영과 같이 거처한 곳에서 떠나 행동한다. 이것은 사람에게 해를 끼치기도 하고 사람을 지켜주기도 한다. 따라서 정령과 자유롭게 교제할 수 있으면 재앙이나 질병을 일으킨 정령을 구축(驅逐)할 수도 있다. '눈(雪)은 오곡의 정(精)'이란 말이 있다. 이러한 생각으로부터 농촌에서는 겨울 섣달이나 정월에 큰 옹기에 눈을 잔뜩 넣고 땅 속에 묻어서 얼지 않도록 그 위에 짚을 덮고 빗물이 들지 않도록 막는다. 씨를 뿌릴 때 씨앗을 이 눈물(雪水)에 담갔다가 햇볕에 말린다. 이렇게 세 번 되풀이한 다음에 씨를 뿌리면 곡식의 결실이 많아진다고 하는 설정신앙(雪精信仰)이 농민들에게 있었다. 그런데 정(精)은 한 사물에 이입(移入)함으로써 존재하고 그 사물이 소멸함과 동시에 정도 사라져 없어지는 것으로 믿어진다.

## 귀신
귀신은 대체로 앞에서 본 영들과는 달리 원체를 갖추지 못하고 아무것에도 종속하지 않는 고립된 존재이다. 이 점에서 귀신은 영(靈體)이며 정(精) 또는 신명과 구별되나 원체관념이 흐려지면 정이나 영이나 신명과 혼합된다.  귀신은 허리 이하가 장지(張紙) 옷이고 발은 말라 여위어서 마치 아교와 같고 뼈만 남은 모습을 하고 있는데 오래지 않아 병을 얻어 죽을 신세를 지닌 것이고 신명 앞에서 꼼짝도 못하는 세력이 약한 존재이며, 힘센 사람이 노려보면 점점 작아져서 없어지는 존재이다. 사람이 주는 음식에 고분고분 말을 잘 듣는 보이지 않는 존재인데 귀신 중에도 짓궂은 것이 있다.  귀신은 낮에는 이리저리 공중에 떠돌아다니다가 밤에는 궂은 곳을 찾아 몸을 쉬기도 한다. 대체로 오래된 고목(古木)이 귀신의 거처가 된다. 또 인가(人家)를 찾아드는 때가 있는데 그때에는 귀신들이 싫어하는 방편을 써서 들어오지 못하게 막고 소금을 뿌린다든지 콩을 뿌리거나 한다. 그 거처는 덤불 숲·땅 속·못·우물가 등이고 궂은 곳이나 어디에나 드나들 수 있다. 귀신은 일단 사람의 집에 들어가면 음식 제공을 받고서야 그곳을 떠나고 백주에 돌멩이를 던지는 난동을 부리며 때로는 사냥개 소리를 내거나 휘파람을 불기도 하고 세찬 바람을 일으키기도 한다. 밤에는 길 가는 행인을 괴롭히고 불장난도 한다. 이 불을 도깨비불이라고도 말하며 사람들이 무서워한다.  귀신은 때로는 영리하여 한 나라나 한 가족의 멸망을 예언하여 경고도 하고 잊은 물건의 소재를 잘 알아 내기도 한다. 그러나 대체로 귀신은 앞에서도 말했듯이 보다 세력이 있는 것에 쫓기는 몸인 것이다. 귀신 중에서 강한 귀신은 약한 귀신을 살해하기도 하고 처용(處容)과 같은 강한 인물을 그린 부적이나 글귀 앞에서는 꼼짝도 못하고 쫓겨 나가는 존재이다. 그런데 신명도 머물 처소를 갖지 못하거나 생존자로부터 제물을 받지 못하면 귀신이 되는 경우가 있다.

## 생기신앙
생기신앙은 땅 속에 흐르고 있는 생기에 의뢰하여 그 힘으로써 일상생활의 재앙을 제거하여 행복을 누려 보려는 민간에 깊이 뿌리를 드리우고 있는 민간신앙이다.  생기란 천지만물을 생육(生育)하는 힘이고 이 생기를 받는 다과(多寡)에 따라 사람의 차별이 생긴다는 것이다. 기(氣)란 관념은 유가(儒家)의 이기(理氣)설에서 유래된 것으로 간주되는데 문화가 상당히 진보된 후에 형성된 생각이다. 그 이전에는 땅의 마나(mana)적 힘이 신앙되었을 것이다. 즉 지력(地力)에 의뢰하는 지력신앙이 있어 그 지력을 기로 바꾸게 된 것이므로 생기신앙의 밑바닥에는 지력신앙이 깔려 있다고 하겠다. 땅은 인간이 정착생활을 이룩한 후부터 상당히 귀중한 것으로 생각되었다. 땅은 사람이 죽은 뒤에 흙에 파묻혀 되돌아가는 길목인 동시에 생명(또는 생산)을 제공하는 재료가 되었다. 그런데 땅의 힘(地力)에 대한 신앙은 정착지를 바꾸어 보자는, 즉 토지를 개량하려는 관념에 의거했다. 인간의 힘으로 되지 않는 것을 신력(神力)에 의해서 변화시켜 보려는 것이다. 이 요구에 따라서 하나의 제사가 생겨났으니 이것이 천신(天神)에 대한 사직신(社稷神)의 관념이다. 이러한 생각은 한 걸음 더 나아가 도처에 옮겨지게 되는데 이것이 또 생기신앙의 특색 중 하나이다.  이상과 같은 관념에 따라 만물을 조작하는 생기가 땅속에 흐르고 있다고 믿는다. 그리고 그 흐르는 활동상태 여하에 따라서 땅의 좋고 나쁨이 결정되는 것이다. 말하자면 생기의 집합상태가 좋으면 그 땅은 좋고 또 그 땅은 사람의 운명에 좋은 영향을 끼치며, 나쁜 땅은 그것과 반대의 영향을 가져온다. 그런데 좋은 땅이란 어떤 모양의 땅이고 또 나쁜 땅이라면 어떻게 하여 좋은 땅이 되도록 하느냐 하는 해결책을 생각하게 된다. 또 생기는 만물을 조성하기 때문에, 거꾸로 말하면 만물은 생기에서 나오기에 만물은 생기를 받아 존재하는 것이다. 그 생기를 받는 것을 감응(感應)이라고 한다. 이 감응은 땅과 만물, 만물과 만물 사이에서도 이루어진다. 즉 만물과 만물은 서로 감응하여야 하는 것이다.  그러한 감응작용은 부자지간(父子之間)에도 이룩된다. 천지에 충만한 기(氣)의 정(精)이 생기인데 인간도 생기의 한 현상이다. 그 생기에서 생긴 인간의 기가 응집(凝集)한 것이 곧 인간의 기이고 그 기의 정이 바로 뼈이다. 부모의 정인 뼈는 천지의 기의 정인 생기와 감응하고, 또 부모의 정인 뼈는 자손의 뼈와 서로 감응하는 것이다. 생기신앙에는 풍수설·음양오행설이 포함된다.

## 풍수신앙
첫째로 풍수설은 분묘·사찰·도관·주거 마을 또는 도성(都城)을 축조하는 데 있어서 재앙을 물리치고 행복을 가져오기 위하여 지상(地相)을 생각하는 데에  신앙의 중심이 있다. 이것을 감여(堪輿)라 하고 감(堪)은 천도(天道), 여(轝)는 지도(地道) 또는 지리(地理)라고 하며, 땅의 좋고 나쁨을 가리는 사람을 감여가·지리가·음양가·풍수가라고 한다.  풍수의 목적은 인간이 할 수 있는 한도 외의 후생(厚生)의 요구에 의해 생기에 의지하려고 하는 것에 있지 않고 인간적으로는 어찌할 수 없는 내면적인 인간의 운명을 개척하고자 하는 마음에서 생기에 의지하고자 하는 데에 있다. 이리하여 생기를 받으려고 하는 여러 가지 방법이 생겨났는데 그 몇 가지를 열거하면 다음과 같다.

### 장풍득수
이런 땅을 국(局)이라 하고 이 국에는 국을 구성하는 필요 조건으로서 사신사(四神砂)란 것이 있다. 이것은 북쪽이 현무(玄武), 남쪽은 주작(朱雀), 동쪽이 청룡(靑龍), 서쪽은 백호(白虎)를 말함인데 산수(山水)의 형세가 알맞아야 한다. 즉, 북쪽에 산이 있고(이것을 來龍이라 함). 이 산 양쪽에 청룡과 백호 형의 산줄기가 있으며, 남쪽에 북쪽으로부터 흘러 나오는 생기를 멈추게 하는 주작의 강물이 있고, 이 강물의 안팎에도 적당한 산을 안고 있는 것이다. 이런 지형이 장풍득수의 국을 구성하는 기본 조건이다.  서울은 현무로서 백악산(白岳山), 청룡(동쪽편의 산)으로서 낙타산(駱馱山), 백호(서쪽의 산)로서 인왕산(仁旺山)이 있고 남쪽의 주작인 강으로서는 한강이 있으며, 그 앞에 남산(南山)이 있고 그 뒤에는 관악산(冠岳山)으로 되어 있는 장풍득수의 땅이며 명당지이다.

### 설심부
지가서(地家書)에, 민족이 멸하고 한 집안이 망하는 것은 모두 산이 제멋대로 흩어지고 물이 곧지 못하여 이리저리 굽이치기 때문이라고 하는 문구가 있다. 풍수신앙가들은, 이 문구를 그대로 믿고, 장풍득수의 땅 자리를 찾아다니는데 집안에 우환이 있으면 집터가 나쁘다 하여 터 좋은 곳으로 이사하곤 한다. 그 풍수신앙가들이 가장 싫어하고 기피하는 땅에 세 가지가 있다. 인마(人馬)의 왕래가 끊임없는 시끄러운 곳(路鉗)과 동네의 멀고 가까운 또는 가늘고 큰 개울이 한데 모여 흘러 내려가는 곳(水鉗)과 마을 양편 쪽의 산이 합쳐 있는 골짜기(山鉗)의 세 지형의 땅이다. 이런 땅은 사람 목에 칼을 씌울 악운을 가져온다는 것이다.

## 음양·오행신앙
음양·오행신앙의 근본은 음양설에 두고 있는데 이 설은 하늘과 땅의 변역(變易)을 설명하는 자연의 발전법칙이나 발전원리를 논하는 것이다. 그리고 오행설은 하늘과 땅의 원소(元素)나 내용면의 원리를 따져 어떤 것에 의해서 천지가 만들어졌는가를 밝히는 것이다. 변역은 형식적인 것이고 내용은 실질적인 것이다. 그러므로 음양설은 천지의 현상을 형식적으로 논하고, 오행설은 그것을 실질적으로 설명하려는 것이다. 이 두 가지가 서로 협조되어서 형식적 내용을 갖춘 천지운행의 원리가 설명된다. 이 설에 의하면 천지는 음양의 변역, 즉 증진감퇴(增進減退)의 원칙에 따라 운행된다는 것이다. 증진하는 것이 양(陽)이고 감퇴하는 것이(陰)이다. 그런데 음과 양이 서로 협조하여 갈 때에 천지는 옳은 활동을 하게 된다. 이런 음과 양의 협조를 충화(沖和)라고 하며 그러한 곳이 생기가 충실한 길지(吉地)이다. 산수에 적용하면 산은 음이고 수(水)는 양이다. 그러므로 음인 산의 세찬 내리받이 기운을 조용한 양인 물이 막으면 그곳에 음과 양의 충화가 나타나고 거기에 생기가 활동한다는 것이다. 양이 오면 음이 받고, 음이 오면 양이 받는 국(局)을 이루느냐의 여부에 따라 길과 흉은 나뉜다. 이 음양설은 남녀간의 궁합에도 적용된다.

## 도참·신도신앙
길지(吉地)도 오래되면 생기가 쇠망해지므로 다른 길지를 택해야 한다는 도참신앙이 중세 고려왕조 때 유행하였다. 임진왜란 이후 서울의 지세가 노쇠함에 따라 왕기(王氣)도 따라서 잃어가게 되었으므로 한양을 버리고 교하(파주군)로 옮기려는 움직임도 있었다. 한편 국도가 쇠한다 하여 그것을 보강하기 위하여 국도 외의 다른 명당자리에 궁을 짓고, 왕이 가끔 머물면 국도의 지덕(地德)이 보강되고 국운이 연장된다는 신앙이 유행되어 고려조에는 삼소(三蘇)·삼경(三京) 제도가 있었다.  이런 신앙과 연관되어 신도(新都)신앙이 생겼고 오늘날에도 일부 신흥종교나 민간신앙도들에 계승되어 있다. 신도 신앙은 국운을 개역(改易)하려는 사상을 뒷받침하고 있다.  국왕(國王)의 운수는 일정한 연수가 한정되어 있고 그 시기의 말기에는 역세(易世)할 인물이 신도(新都)에서 나온다는 것이다.

## 천지개벽신앙
풍수·도참신앙과 관련해서 천지개벽신앙이 민간에 널리 유포되어 왔다. 이것은 역수(曆數)사상을 토대로 신명관(神明觀)과 혼합한 신앙이다.  이 신앙의 공통된 줄거리는 산천의 영기(靈氣)가 순차적으로 왕위에 오르게 되는데 이렇게 영기가 옮아가고 왕이 바뀔 때마다 전례 없는 천지이변과 병화민요(兵火民擾) 등의 화란(禍亂)이 닥친다는 것으로 그때 그 화란에서 벗어나 남게 될 방도를 찾는다. 그 말세적 이변상(異變相)은 검은 구름이 3일 동안 진동하고 혜성(慧星)이 머리에서 나와 북두성에 들어갔다가 자미(紫微)와 두미(斗尾)에 옮겨지고 두성(斗星)에 이르렀다가 남두(南斗)에 가서 끝나는 하늘의 이변으로 나타나며, 왕궁이나 책우(冊宇) 등이 불타서 상하 국민들이 걱정하고 동요하여 사회 질서가 무너지고 예절이 사라지며 재산이 소멸된다. 또 곳곳에 사람이 죽은 시체가 산과 같이 쌓이고 길가에 사람의 그림자가 없으며, 닭이나 개의 우는 소리를 듣지 못하게 되고 유혈이 강을 이룬다. 말세에는 백성들이 나무껍질을 먹고 연명하며 반년에 인명이 절반으로 줄어든다. 또한 자연은 강물이 마르고 산이 무너진다. 이런 것 등이 말세때의 이변이다. 이런 때를 당해서는 부귀나 벼슬에 대한 집념을 버리고 피난처인 십승지(十勝地)를 찾아 들어가서 농사를 짓고 옷을 짜서 입으면서 가난을 참고 견디어 때가 오는 것을 기다리면 목숨을 건진다고 하며 때가 와서 개벽이 된 후에는 태평시운(泰平時運)이 계속된다고 한다.  이 천지개벽신앙에 신인신앙이 겹쳐져서 말세가 되고 후천(後天)세계가 열리려는 무렵에 하늘 사람 정도령(正道令)이 나타나서 새로운 세상을 다스리게 된다고 하는데 그러한 개벽의 시기는 천지(天地)·일월(日月)이 합덕(合德, 또는 合宮으로 표현함)하여 음과 양이 완전히 조화일치될 때이다. 이 일치의 세계가 우주의 최후 목적을 이룩한 세계이며 빈한이 없고 괴로움이 없는 세계를 말한다.

## 심령개벽신앙
앞에서의 일월합덕에 따른 '개벽신앙'과 나란히 인간의 내적(內的) 개벽이 있어야 신세계가 열린다는 신앙이 있다. 즉, 각자가 정련(精鍊)을 쌓아 인간의 본바탕인 정심(正心)을 길렀을 때 안으로 신명(神明)이 열려 신명과 감응 감통한다는 것이다. 그 정련을 쌓는 데에 여러 가지 의례적(儀禮的) 방법이 있는데 이렇게 되는 날에 선천(先天)은 후천(後天)으로 개벽된다고 한다.

## 같이 보기
- 중보기도
- 희생